# Les Cullayes
Les Cullayes is een plaats en voormalige gemeente in het Zwitserse kanton Vaud, en maakt deel uit van het district Oron.
Les Cullayes telt 669 inwoners.

## Geschiedenis
Tot 2008 was de gemeente onderdeel van het district Oron. Op 1 januari 2008 fuseerde het district met het aangrenzende Lavaux tot het nieuwe district Lavaux-Oron.
Op 1 januari 2011 werd Les Cullayes na een referendum hierover op 28 november 2010 aan de aangrenzende gemeente Servion toegevoegd.